# سیرکامسلیون‌ها
سیرکامسلیون‌ها (انگلیسی: Circumcellions) به معنی اطرافیان یا آگونیست‌ها گروه‌هایی از رادیکال‌های مسیحی رومی در شمال آفریقا در اوایل تا اواسط قرن چهارم بودند. آنها خود را جنگجویان مسیح می‌دانستند. کلیسای کاتولیک آنها را بدعت‌گذار می‌دانست. آنها در ابتدا به فکر رفع نارضایتی‌های اجتماعی بودند، اما سپس به فرقه دوناتیسم پیوستند.آنها فقر و برده‌داری را محکوم می‌کردند و از لغو بدهی و آزادی بردگان حمایت می‌کردند.
گروهی از دوناتیست‌ها متشکل از بردگان فراری، دهقانان ویران شده و جمعیت غیر رومی شمال آفریقا که شورش اجتماعی، کلیسایی و شهادت‌طلبی را تلفیق کردند و توسط حکومت سرکوب شدند.
سیرکامسلیون‌ها به خودی خود به معنای «مردانی که در روستاها ول می‌گردند» است. یک «فرقه انتحاری» مسیحی در قرن چهارم و پنجم بود. آنها عقیده داشتند که شهید شدن ارزش نهایی مسیحیت است. بنابر این آنها تصمیم گرفتند تا آن را به انجام برسانند … به هر وسیله ای که لازم باشد.
طبق اناجیل، عیسی به پطرس گفت که شمشیر خود را در باغ جتسیمانی، کمی قبل از مصلوب شدن، کنار بگذارد. بسیاری از مسیحیان این فرمان را به عنوان دستوری برای عدم خشونت و دلیلی بر صلح طلبی مسیح در نظر گرفته‌اند. از سوی دیگر، سیرکامسلیون‌ها این قسمت را به این معنا در نظر گرفتند که آنها نباید از سلاح‌های تیغه‌ای استفاده کنند. در عوض، آنها تمایل داشتند از چماقهای بزرگی را که به‌طور غیرقابل توضیحی آنها را «اسرائیل» (Israelites) نامیدند، استفاده کنند. آنها قربانیان خود را بدون کشتن کتک زدند، اما آنها را چنان کتک خورده رها کردند که می‌مردند.
آنها نوعی سلاح شیمیایی را با استفاده از سود سوزآور و سرکه اختراع کردند تا بتوانند به کشیشانی که عقاید آنها را نداشتند اسیدپاشی کنند.

## زمینه
سیرکامسلیون‌ها برای اولین بار در حدود ۳۱۷ ظاهر شد، و عمدتاً در نومیدیا (الجزایر و تونس کنونی) و استان رومی مورتانیا (الجزایر کنونی) فعال بودند. آنها ایده‌های اصلاحات اجتماعی را همراه با امیدهای فرجام‌شناسی ترویج کردند. سنت اپتاتوس، اسقف شهر میله (شهر الجزایری)، می‌گوید که در حدود سال ۳۴۰ آنها قیامی را علیه طلبکاران و صاحبان برده آغاز کردند. آنها کسانی را که در میان خود کشته شده بودند، به عنوان شهید در هنگام فرونشاندن اغتشاشات می‌دانستند. آگوستین آنها را به اوباشان روستایی تشبیه کرد که خشونت علیه مالکان را تشویق می‌کردند. تاریخ اولین ظهور اطرافیان نامشخص است، اما احتمالاً قبل از مرگ کنستانتین بزرگ ظاهر شده‌اند. آنها عمدتاً روستانشینانی بودند که زبان لاتین نمی‌دانستند و به زبان پونی صحبت می‌کردند.

## عملکرد
گاهی اعضای این گروه با چماقهای چوبی ساده به لژیونرهای رومی یا مسافران مسلح حمله می‌کردند تا آنها را تحریک کرده و به شهادت برسند. عده‌ای دیگر به دادگاه‌ها حمله می‌کردند و قاضی را شفاهی تحریک می‌کردند تا دستور اعدام فوری —مجازات عادی در آن زمان برای اهانت به دادگاه— آنها را صادر کند.
اغلب، شور و شوق آنها از عقل سلیم آنها پیشی می‌گرفت. دایرةالمعارف کاتولیک با اشاره به یک حادثه تاریخی در امتداد یک بزرگراه، بر اساس گفته‌ای از اسقف تئودورت (میلادی ۴۵۷ –۳۹۳) این نکته را نشان می‌دهد:
تعدادی از این متعصبان که مانند قرقاول چاق شده بودند، با مرد جوانی ملاقات کردند و به او شمشیر کشیده‌ای پیشنهاد دادند تا با آن آنها را بزند و تهدید کردند که در صورت امتناع او را خواهند کشت. او وانمود می‌کرد که می‌ترسد وقتی چند نفر را به قتل رساند، ممکن است بقیه نظرشان عوض شود و انتقام مرگ همنوعانشان را بگیرند. و او اصرار داشت که همه آنها باید مقید باشند. آنها با این امر موافقت کردند. هنگامی که آنها بی‌دفاع بودند، مرد جوان هر یک از آنها را با شمشیر زد و راه خود را ادامه داد.
فرقه ای که آنها خود را به آن وابسته می‌دانستند یعنی دوناتیسم، پس از مدت کوتاهی سیرکامسلیون‌ها را انکار کردند و آنها را از خود نمی‌دانستند، زیرا آنها به سرعت به مایه خنده جامعه تبدیل می‌شدند اما دوام جنبش سیرکامسلیون‌ها از دوناتیست‌ها بیشتر بود و دوناتیست‌ها قبل از سیرکامسلیون‌ها از بین رفتند.
اسقف‌های دوناتیست زمانی که با کاتولیک‌ها اختلاف داشتند، به حامیان خود افتخار نمی‌کردند. آنها اعلام کردند که پرتاب کردن خود از صخره ممنوع است. با این حال، اجساد این خودکشی‌ها مورد احترام قرار می‌گرفت و جمعیت سالگرد آنها را جشن می‌گرفتند. اسقف‌های آنها نمی‌توانستند خود را تطبیق دهند، و آنها اغلب به اندازه کافی از بازوهای قوی سیرکامسلیون خوشحال بودند. تئودورت، اندکی پس از مرگ سنت آگوستین، هیچ دوناتیست دیگری جز سیرکامسلیون‌ها نمی‌شناخت و اینها دوناتیست‌های معمولی در چشم همه در خارج از آفریقا بودند. آنها به ویژه برای روحانیون کاتولیک که به خانه‌های آنها حمله می‌کردند و غارت می‌کردند، خطرناک بودند. آنها کاتولیک‌ها را کتک می‌زدند و زخمی می‌کردند، اسید به چشمانشان می‌پاشیدند و حتی مجبورشان می‌کردند که دوباره تعمید بگیرند.

## نابودی
سیرکامسلیون‌ها در نهایت به همان سرنوشتی دچار شدند که برای اکثر «فرقه‌های انتحاری» رخ می‌دهد و به دلیل مرگ بیش از حد از بین رفت. عوامل مؤثر نابودی شامل تمایلات آنارشیستی حمله به شخصیت‌های مذهبی و مدنی بود که مستلزم پاسخ قهرآمیز دولت، همراه با فشارهای ناشی از آزار و اذیت ثروتمندان، همراه با انتخاب پرتاب کردن خود از صخره‌ها در غیاب هر راه مرگ دیگری بود.